# Идваллон ап Гургант
Идваллон ап Гургант (валл. Idwallon ap Gwrgant; умер в 842) — король Гвента (810—842).

## Биография
Идваллон был племянником  Артуира, которому он наследовал и быть может правил с его сыном Ителом одновременно. В начале его правления, между 815 и 825 годами, произошла битва его родственника Артфаела с англосаксами возле церкви в Роате, около современного Кардиффа, в которой англосаксы были побеждены, а Артфаел погиб.
Согласно Гвентианской Хронике, в 831 году, саксы Мерсии пришли ночью и сожгли монастырь в Сенгениде, который стоял на том месте, на котором теперь стоит замок. Оттуда они двинулись к замку Треода (находится рядом с Бирчгроув) и сожгли его, после чего ушли за Северн, с большим количеством украденного имущества. После чего был мир между Гвентом и Гламорганом, с одной стороны и Мерсией, с другой стороны.
Согласно «Анналам Камбрии» в 842 году Идваллон умер.